# Allianz Hungária
Az Allianz Hungária Zrt. a nagy múltú Allianz SE tagja és a nemzetközi csoport részeként 1996 óta folytat biztosítói tevékenységet Magyarországon. Ma már számos terméket kínál lakossági és vállalati ügyfelek részére is, a kötelező gépjármű-felelősségbiztosítástól a filmprodukciók és műkincsek biztosításáig.

## Történet
- 1986. július 1.: Megszűnik a magyarországi állami biztosítások rendszere, így az akkori egyetlen állami biztosítótársaságból kilépve megalakul a Hungária Biztosító. A társaság megkapja a korábbi állami intézmény számtalan ágazatát: a gépjármű-, exporthitel-, iparivagyon- és nemzetközi biztosításokat és a viszontbiztosítást.
- 1990. február 28.: A Hungária Biztosító részvénytársasággá alakul és a németországi központú Allianz még ebben az évben 49 százalékos részesedésre tesz szert.

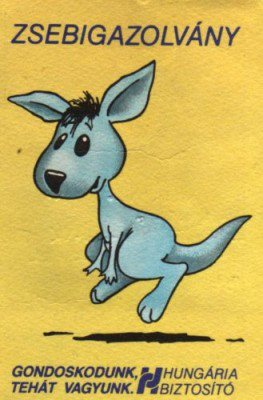
Zsebigazolvány

- 1996: Az Allianz 100 százalékban a társaság tulajdonosa lesz, a Hungária Biztosító Rt. pedig belép az Allianz Csoportba.
- A társaság támogatásával 1996. április 19-én – a törvényi szabályozás megteremtése után – megkezdi működését az Allianz Hungária Nyugdíjpénztár (a névváltoztatás előtt Hungária Biztosító Önkéntes Nyugdíjpénztára)
- 1997. október 29.: A Hungária Biztosító Rt. Nyugdíjpénztára elindítja magánnyugdíjpénztári tevékenységét.
- 2001: A biztosítótársaság elnevezése Allianz Hungária Biztosító Rt.-re változik . Jelenleg Allianz Hungária Zrt. a cég neve. (2006. június 30-i az erre vonatkozó cégbírósági bejegyzés)
- 2005: Az Allianz Hungária újabb szolgáltatással bővül, ezúttal az Egészségpénztár működése kezdődik meg.
- 2006: Megnyílik az Allianz Bank, így az Allianz tovább bővíti foglalkozási körét a pénzügyi piacon.
- 2010: Az Allianz és az FHB Jelzálogbank aláír egy hosszú távú megegyezést, aminek következményeként az Allianz Bank beleolvad az FHB Bankba.

### Technikai újítások
- 1999: Megkezdődik a Hungária Biztosító belső átalakulása. Az újítás egyik legfőbb eredménye a millenniumi év novemberében elindított telefonos ügyfélszolgálat.
- 2001: A társaság elkezdi a modern digitális eszközök bevezetését, ami felgyorsítja az ügyintézés folyamatát.
- 2010: Újabb technikai változások jelennek meg az Allianznál: a társaság bevezeti az e-GFB terméket, amit később az e-Casco és az Online Otthonbiztosítás követett. Ezek segítségével az ügyfelek maguk intézhetik biztosításukat az interneten és már a szerződéskötés mellett a módosítás, díjbefizetés valamint a károk bejelentése is ezen a felületen működhet.
- 2012: A mobil alkalmazások segítségével az Allianz Hungária szolgáltatásai még egyszerűbben, akár utazás közben is elérhetőek a telefonos készülékeken keresztül. Az applikáció lehetővé teszi utasbiztosítások megkötését, meglévő Allianz biztosítási díjak befizetését és az Allianz Facebook oldalának elérését. Az alkalmazás Androidra és iPhone-ra is letölthető.
- 2012: Az Allianz elindítja mobiltelefonos játékát, az X-játszmát, ami a KRESZ szabályainak gyakorlását segíti. Az alkalmazás használatakor különböző szituációkban kell eldönteni, hogy melyik járműnek van elsőbbsége.
- 2012: Elindul a Synaptel kárrendezési telefonos alkalmazás is, ami segíti a kárbejelentés és a kifizetés folyamatát.
- 2015: Az Allianz az Ingenico Group fejlesztésében és a MasterCard támogatásával új technikai megoldást vezet be, a mobil POS-t, azaz az mobil elektronikus kereskedői terminálon keresztüli bankkártyás fizetést. Ezzel a fizetési lehetőséggel az ügyfelek a díjaikat rugalmasan, biztonságosan és gyorsan rendezhetik tanácsadójuknál valamennyi nem-életbiztosítási és a hazai valutához kötött életbiztosítási termékek esetén.

## Díjak, elismerések
| Év   | Díj, elismerés neve                                                                                                  |
| ---- | --- |
| 2004 | Superbrands díj |
| 2005 | Superbrands díj |
| 2007 | Superbrands díj |
| 2008 | Superbrands, Business Superbrands díjak                                                                              |
| 2009 | Superbrands, Business Superbrands díjak                                                                              |
| 2010 | Superbrands, Business Superbrands díjak                                                                              |
| 2011 | Superbrands, Business Superbrands díjak                                                                              |
| 2011 | a „Legjobb reputációval rendelkező biztosító” cím (B&P Consulting)                                                   |
| 2011 | Top 10 Call Center Díj (Gfk Hungaria)                                                                                |
| 2012 | Superbrands, Business Superbrands díjak                                                                              |
| 2012 | TOP200 Év pénzintézete díj (Figyelő)                                                                                 |
| 2012 | „Az év fogyasztóbarát biztosítója” elismerő oklevél                                                                  |
| 2012 | Top 10 Call Center Díj (Gfk Hungaria)                                                                                |
| 2012 | MoneyMoon díj |
| 2013 | Superbrands, Business Superbrands díjak                                                                              |
| 2013 | Ezüst Effie díj a reklámszakma Oscar versenyén a 2013-as gyorstarifáló bevezetéséhez kapcsolódó marketingaktivitásra |
| 2014 | Superbrands, Business Superbrands díjak                                                                              |
| 2014 | Best of Call Centers díj                                                                                             |
| 2014 | Deloitte TOP 500 a legjobb magyar biztosító                                                                          |
| 2014 | Az Év Fogyasztóbarát Biztosítója díj                                                                                 |
| 2015 | Superbrands, Business Superbrands díjak                                                                              |
| 2015 | Aon Hewitt Legjobb munkahely 2015                                                                                    |
| 2015 | World Finance Global Insurance Award 2015 – Best General Insurance Company                                           |

## Termékek

### Lakossági ügyfelek részére
- Kötelező gépjármű-felelősségbiztosítás
- Casco biztosítás
- Otthonbiztosítások
- Lakóközösségi biztosítások
- Utasbiztosítások
- Életbiztosítások
- Assistance biztosítások

### Vállalati ügyfelek részére
- Kis- és középvállalkozások biztosítása
- Szakmai felelősségbiztosítások
- Klasszikus felelősségbiztosítások
- Pénzügyi kockázatok biztosítása
- Mezőgazdasági biztosítások
- Vagyon- és üzemszünet biztosítások
- Mérnöki biztosítások
- Logisztikai biztosítások
- Légi és vízi járművek biztosítása
- Filmprodukciók biztosítása
- Kiállítás- és műkincsbiztosítás
- Nemzetközi programbiztosítások
- Kockázatkezelési szolgáltatás
- Kis- és középvállalkozások biztosítása
- Csoportos személybiztosítás

## Közösségi média
Modern biztosítóként az Allianz Hungária a közösségi média felületeken is aktív szereplő. A széles körű jelenlét két célt szolgál: az ügyfelek tájékoztatását, edukációját a kármegelőzés és kárenyhítés területén, valamint a hivatalos ügyfélkapcsolati csatornák kiegészítését újabb kapcsolatfelvételi lehetőségekkel.
- Facebook
- Youtube
- Linkedin
- Google+
- Twitter
- Pinterest
- Foursquare
- Instagram

## Vezetőség

### Felügyelőbizottság
(2017. január)
- Petros Papanikolaou
- Dr. Susanne Irena Doboczky
- Alexander Protsenko
- Ekler Ágnes Ibolya
- Mészáros Szabolcs

### Elnök-vezérigazgatók
- 2008-2019 : Kisbenedek Péter
- 2006-2008: dr. Salamon Károly
- 1996-2006: dr. Patai Mihály
- 1986-1996: Uzonyi Tamás

### Igazgatóság
(2017. január)
- értékesítés és hálózatirányítás: Pásti Zoltán
- befektetések és termékportfólió menedzsment: Kozek András
- pénzügyek: Láng Ildikó
- IT, operáció és kárrendezés: Végh István

## Kapcsolat

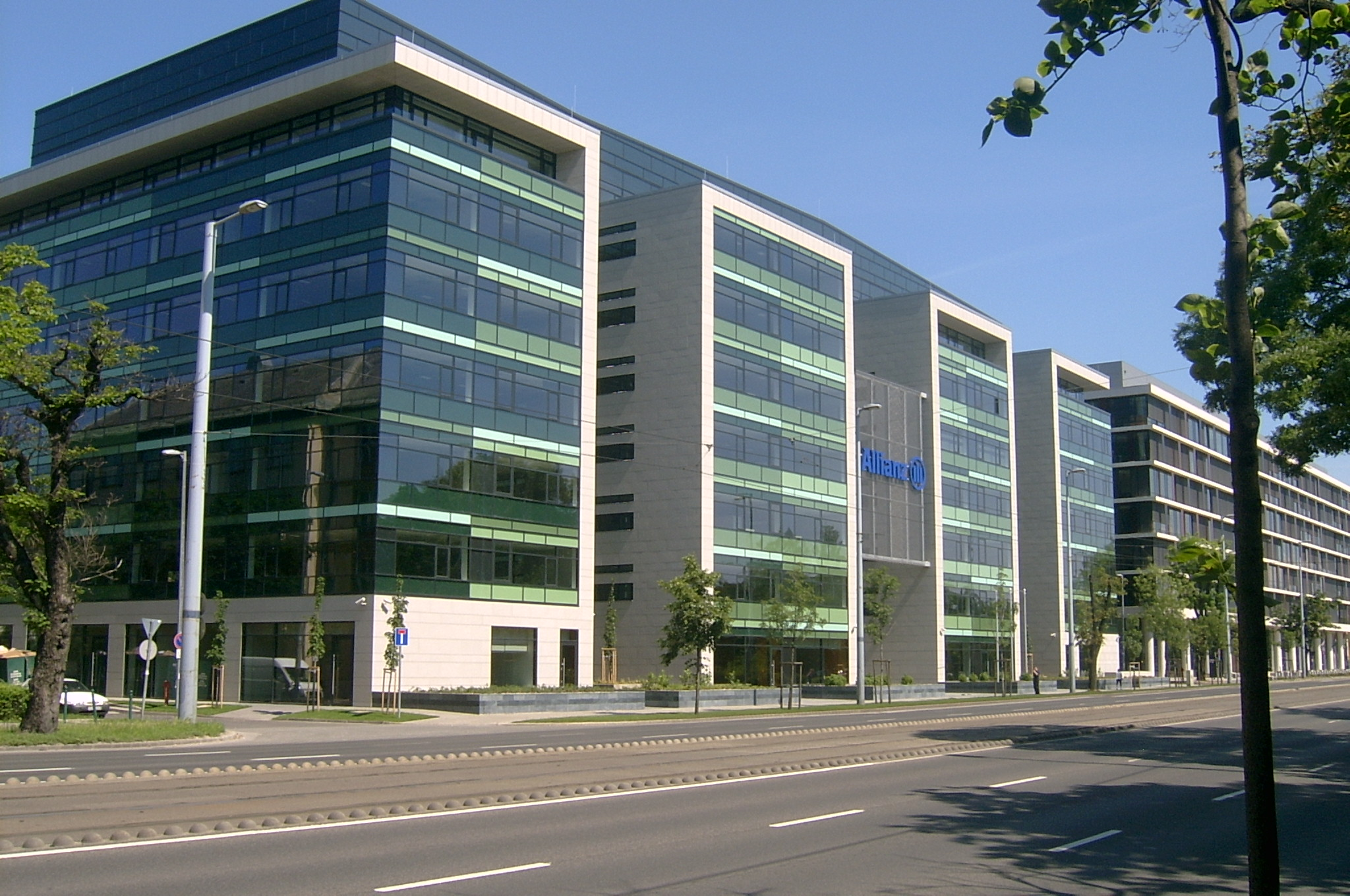
Allianz Hungária székháza Budapesten

- Székhely: 1087 Budapest, Könyves Kálmán krt. 48-52.
- Telefonos ügyfélszolgálat: 
  - vezetékes: +36 (1) 421-1-421
  - Telenor: +36 (20) 554-4-421
  - Telekom: +36 (30) 421-1-421
  - Vodafone: +36 (70) 421-1-421
- Allianz Hungária Egészség- és Önsegélyező Pénztár, Allianz Hungária Önkéntes Nyugdíjpénztár: +36 (1) 429-1-429
- Fiókkereső

## Vállalati felelősségvállalás

### Sport

#### Paralimpia
Az Allianz magyarországi leányvállalata 2012-ben lépett be a Nemzetközi Paralimpiai Bizottság támogató körébe, és a Magyar Paralimpiai Bizottság partnere lett. Ennek köszönhetően az Allianz Hungária Zrt. a 2012-ben megrendezett londoni Paralimpián a Magyar Paralimpiai Csapat kizárólagos biztosítója volt. Az Allianz fő célja a paralimpikonok támogatása a felkészülésben, az előítéletek csökkentése és az esélyegyenlőség megteremtése. A magyar sportolók pedig sok-sok éve bizonyítják elismerésre méltó teljesítményükkel és inspiráló kitartásukkal, hogy rászolgálnak a társadalom bizalmára és támogatására.

#### Allianz Ifjúsági Labdarúgó Tábor

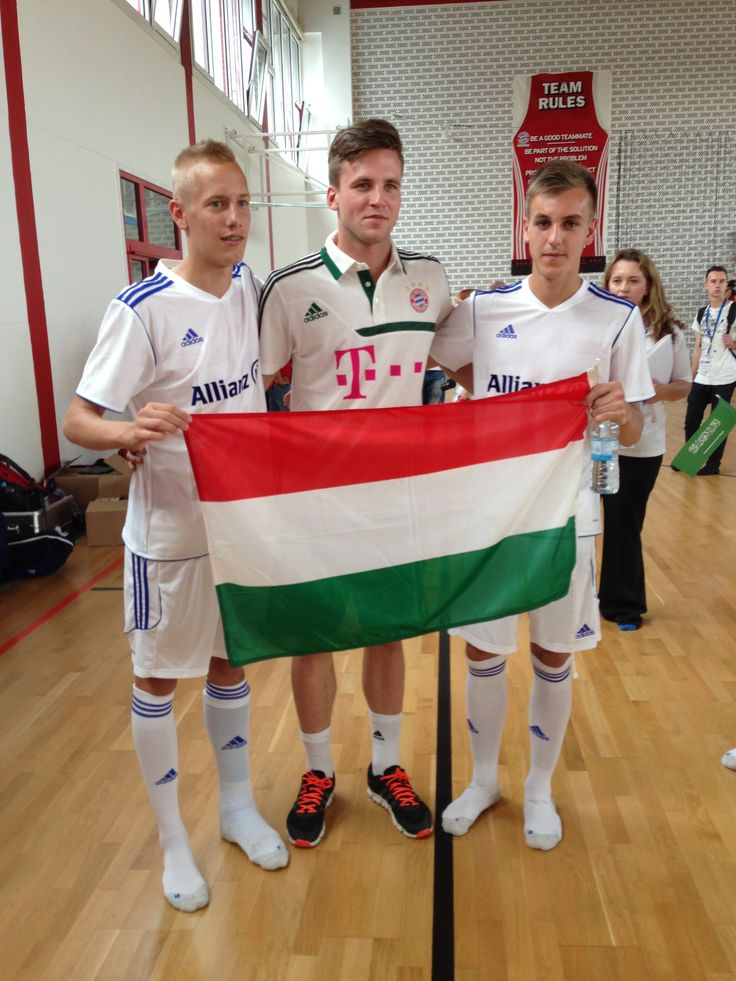
A magyar képviselet az Allianz Ifjúsági Labdarúgó Táborban.

Az Allianz 2009 óta szervezi meg focitáborát a németországi Münchenben. A többnapos rendezvényre a világ számos országából érkeznek fiatal tehetségek, hogy a Bayern edzőitől tanuljanak, bepillantást nyerjenek a csapat életébe, felfedezzék az Allianz Arénát és megismerjék az FC Bayern München játékosait. Az eseményen 2017-ig 6 alkalommal összesen 13 focista képviselte Magyarországot is.

### Baleset-megelőzés, közlekedésbiztonság

#### Városligeti KRESZ Park
A Városligetben található terület a gyerekeknek jött létre, hogy megtanulják a közlekedés alapvető szabályait. 2007-ben a KRESZ Park felújításának fő támogatója az Allianz Hungária Biztosító volt, a későbbiekben pedig a park működéséhez is hozzájárult.

#### X-játszma
Az Allianz Hungária mobiltelefonra is letölthető játéka, az X-játszma a KRESZ szabályainak gyakorlását segíti. Az alkalmazás használatakor különböző szituációkban kell eldönteni, hogy melyik járműnek van elsőbbsége.

#### Forma 1
A Forma1™ és az Allianz 2000 óta áll kapcsolatban egymással. Az Allianz a Forma1™ Mercedes-Benz csapatának támogatásával figyelmet fordít arra, hogy a pilóták közlekedésbiztonsági tanácsokkal lássák el a mindennapi közlekedésben részt vevő embereket. A pilóták tanácsai eddig több mint 10 ezer megtekintésnek örvendenek. A videók az alábbi linken érhetők el. Az Allianz Hungária a Mercedes-Benz Magyarországgal közösen a 2014-es mogyoródi futam tiszteletére egy családi hétvégét szervezett a Driving Campen. A rendezvényre látogatók élőben találkozhattak Nico Rosberggel, az AMG Mercedes Petronas csapat pilótájával, valamint az Allianz biztonsági nagykövetével, Bernd Mayländerrel, aki a hivatalos biztonsági autó pilótája a futamoknak. Az eseményen összegyűlt matchbox autókat a két vállalat a Nemzetközi Gyermekmentő Szolgálatnak ajánlotta fel.

### Pénzügyek

#### PénzSztár Verseny
2014-ben szervezték meg második alkalommal magyarországi és határon túli középiskolás csapatok számára a PénzSztár Versenyt, amely egy pénzügyi és gazdasági vetélkedő. A verseny célja, hogy a diákok a nagybetűs életben szükséges, gyakorlatban hasznosítható tudással már középiskolás korukban megismerkedjenek. A pénzügyi edukáció terén kiemelkedő szerepet szeretne betölteni az Allianz Hungária Zrt. is, emiatt 2014-2016 között csatlakozott a támogatók köréhez. Évente közel 1000 középiskolás csapat biztosítással kapcsolatos kérdéseinek kidolgozásában vett részt a társaság.

#### Konferenciák
A pénzügyi tudatosság növelésében és a biztosítással kapcsolatos kételyek eloszlatásában az Allianz Hungária Zrt. közvetítői partnerei is nagy szerepet játszanak. Az Allianz megragadja a lehetőséget, hogy ne csak ügyfeleinek, hanem az ügyfelek által megbízott közvetítő partnereinek is széles körű, megbízható tájékoztatást adjon. Az Allianz a Független Biztosítási Alkuszok Magyarországi Szövetsége és a Magyar Biztosítási Alkuszok Szövetsége által szervezett konferenciák rendszeres résztvevője és kiemelt támogatója minden évben.

### Klíma- és környezetvédelem
Az Allianz társadalmi felelősségvállalásaként három terület támogatását tartja elengedhetetlennek: az éghajlatváltozásokkal kapcsolatos termékeinek és szolgáltatásainak fejlesztését; a felmelegedés mértékének csökkentéséhez hozzájáruló technológiákba való befektetést és a klímaváltozás kutatásának támogatását.

#### VAHAVA-projekt
Az Allianz csatlakozott a Magyar Tudományos Akadémia VAHAVA-projektjéhez, ami a globális felmelegedés várható hatásait kutatta. A program 2008-ban eredményesen zárult, az Országgyűlés elfogadta a VAHAVA éghajlatváltozási stratégiáját.

#### Változó Klíma
A társaság segítséget nyújtott a Változó Klíma című ismeretterjesztő filmsorozat elkészítéséhez. A filmek célja a klímaváltozás okainak és lehetséges hatásainak vizsgálata.

#### Székház
Az Allianz 2010-ben épült székházának tervezésekor elsődleges szempont volt az energiatakarékosság és a környezetvédelem. A szelektív hulladékgyűjtés és a napkollektorok mellett energiatakarékos fényforrások, mozgásérzékelők és palackozott helyett tisztított víz áll a munkatársak rendelkezésére. Ezen kívül az Allianz az újrahasznosított esővizet alternatív célokra használja fel, és a nyomtatások mennyiségének visszafogásával a papírfogyasztást is drasztikusan csökkentette az új székházban.

### Társadalmi célú támogatások

#### Nemzetközi Gyermekmentő Szolgálat
A Nemzetközi Gyermekmentő Szolgálat Magyar Egyesületet 1990-ben alapították a szociálisan hátrányos helyzetű, rászoruló gyerekek megsegítésére. Az Allianz egyik legjelentősebb hozzájárulása 2009-ben volt, a támogatást az egyesület a Lovasterápiás Központjuk és a budapesti gyermekorvosi rendelőjük működésének biztosítására fordította.

#### Pannonhalma
Az Allianz már 2004 óta, a Pannonhalmi Bencés Főapátság nagyszabású művészeti fesztiváljának indulásától kezdve támogatja a zenei esemény létrejöttét. Az Arcus Temporum fő célja a régi és új korban keletkezett zenék közötti híd megteremtése.
A bencés apátság másik hagyományos rendezvényéhez, az időszaki kiállítások megszervezéséhez is hozzájárul az Allianz Hungária Zrt. Ennek keretein belül minden évben más tematika alapján válogatott műveket tekinthetnek meg a látogatók.
A társaság mindezek mellett segítséget nyújt az apátsági könyvtár köteteinek és a kolostorban elhelyezett képzőművészeti alkotások restaurálásához.

#### Önkéntesség
- 2011-ben az egyik árvíz sújtotta településen, Ináncson tevékenykedtek az Allianz Hungária önkéntesei. A községben található általános iskola játszóterét újították fel a dolgozók, helyi szakemberek és az önkormányzat segítségével.
- Az Allianz 2012 szeptemberében a Tisza Tiszafüredhez közeli szakaszát tisztította meg az ott felhalmozódó fém-, műanyag-, papír- és egyéb hulladéktól. A munka során egy konténernyi szemetet sikerült összegyűjteni és elszállítani a területről.
- A Magyar Vöröskereszttel szervezett véradásban sokan részt vettek 2012-ben, közel 200 munkatárs segítette ilyen módon az emberek gyógyulását.
- A vezetői önkéntes program keretében 2013 májusában a hűvösvölgyi gyermekotthonban tevékenykedtek a munkatársak.
- A 2013-ban bekövetkezett árvíz kapcsán is nyújtott segítséget az Allianz. Szigetszentmiklós-Lakihegynél, valamint Dunaszentpálnál járult hozzá az árvíz elleni munkálatokhoz.
- A Vöröskereszten keresztül rendszeresen vesz részt sikeres ruhagyűjtési akciók lebonyolításában a társaság.
- 2013-ban és 2014-ben a Győrben található Zöld utcai bölcsőde épületét varázsolták szebbé az Allianz munkatársai. A bölcsőde épületének faburkolatait és a nagyobb fémfelületeit festették le, de a főbejárat, valamint az udvar felől használt bejárati ajtók is megújultak.
- 2014-ben az Allianz Hungária Zrt. 50 munkatársa önkéntesen segített a Fővárosi Állat-és Növénykertnek a volt Vidámpark területének átalakításában, az oda átköltöző állatok lakhelyének kialakításában és a látogatóterek szebbé tételében.
- 2016-ban az első önkéntes munkát az Erdőmentők Alapítvány bevonásával szervezte meg a társaság. A keresztúri erdőben 3 óra alatt, 30 munkatárs, összesen 1000 fekete nyárfacsemetét ültetett el. A veszprémi Állománykezelési Központ munkatársai is részt vettek az Erdőmentők Alapítvány segítségével szervezett erdőtisztításon 2016 májusában, Veszprémben. 2016-ban a hátrányos helyzetben élő, ámde nagyon tehetséges gyerekeknek is igyekezett a vállalat segíteni. Az Igazgyöngy Alapítvánnyal összefogva megszerveztek egy kutyaterápiás látogatást és egy tanévvégi ajándékozást.

#### Adományozás
Minden évben, a karácsonyi ünnepek közeledtével a vállalat kiválaszt egy-egy segítségre szoruló szervezetet, amelynek felajánlásokkal kívánja megkönnyíteni a mindennapjait. 2014-ben az Allianz Hungária Zrt. egy új kezdeményezést indított útjára. A munkatársaknak és partnereknek szánt karácsonyi ajándékok összegét olyan alapítványoknak, szervezeteknek ajánlotta fel, melyek tevékenységükkel aktívan tesznek a jövőnk szempontjából fontos kérdésekben.A felhívásra minden olyan magyarországi alapítvány, szervezet benyújthatta pályázatát, amelynek meglévő vagy tervezett programja kapcsolódik az Allianz Tudásközpont 4 fő témaköréhez, valamint az ott szereplő cikkek egyikéhez. A beérkezett pályázatok közül 2014-ben az Otthon Segítünk Alapítvány és a Magyar Hospice Alapítvány, 2015-ben az Erdőmentők Alapítvány, a Fatima Ház Alapítvány, a Magyar Kórházi Önkéntesek Alapítvány és a Veres Péter Gimnázium nyerte el a támogatást, 2016-ban pedig az Amigos a gyerekekért Alapítvány, az Erdőmentők Alapítvány, a Jövő Művészei Alapítvány és a VitaFutura Kh. Alapítvány nyerte el a több százezer forintos adományt.

#### Allianz Tudásközpont
A Tudásközpont weboldal létrehozásával az Allianz célja a tudásmegosztás, négy kiemelt témában: demográfia, mobilitás, környezet és pénzügyek. Az oldal hasznossága abban rejlik, hogy megbízható, kutatáson alapuló cikkeket tartalmaz, amik mindenki számára elérhetőek.

#### Közös jövőnk konferencia
Az Allianz Hungária Zrt. számára fontos, hogyan alakul a közös jövőnk, ezért elkötelezett abban, hogy tudását és tapasztalatát megossza másokkal. Ezt a célt szolgálta a 2014-2016 között megrendezett három konferencia is, amely során nyolc-nyolc előadó kapott lehetőséget, hogy inspiráló beszédet tartson a jövőről. A szakértők a már ismertetett négy aspektusból (demográfia, mobilitás, környezet és pénzügyek) mutatták be a rendezvényen jelenlévő több száz látogatónak, hogy mire számíthatunk, milyen változások történnek még az életünkben. Az előadásokat az alábbi linken lehet megtekinteni.

## Külső hivatkozások
- Allianz Hungária hivatalos oldala
- Allianz Csoport hivatalos oldala